# Asai Chū
 (septembre 2016).
Asai Chū 浅井 忠; né le 21 juin 1856 dans le domaine de Sakura, à Edo ; mort le 16 décembre 1907 à Kyoto, est un des peintres de paysages japonais les plus connus du Yō-ga, mouvement de la peinture japonaise influencé par l'art occidental apparu durant l'ère Meiji.

## Biographie
Asai Chū naît dans une famille de samouraï (bushi) de Sakura dans la région de Kantō où son père est un obligé du domaine de Sakura. Il fréquente l'école du domaine où son père est directeur et s'installe à Tokyo en 1873 afin de poursuivre des études d'anglais. Il s’intéresse alors à l'art et se forme dans le style kachō-ga traditionnel de peinture de fleurs et d'oiseaux. Il se tourne cependant vers la peinture à l'huile à l'occidentale et entre en 1875 à l'école de peinture privée Shōgidō fondée par Shinkurō Kunisawa. Celui-ci a terminé sa formation à Londres auprès du peintre John Wilcolm et veut répandre ses connaissances à travers l'école du yō-ga. En 1876, Asai Chū entre à l'école Kobu Bijutsu Gakko, (« école technique des beaux-arts) » fondée la même année et où il est élève du peintre Antonio Fontanesi, conseiller étranger recruté par le nouveau gouvernement de Meiji pour introduire la peinture à l'huile au Japon. Après le départ de l'école de ce dernier en 1878, Asai Chū fonde avec dix autres élèves du professeur italien l'association Jūichikai, le « groupe des onze ».

« Les sillons du printemps », 1888

La décennie suivante est marquée par un fort désintérêt vis-vis du style yō-ga et en particulier des peintres nihonga, le style de peinture moderne sur des bases traditionnelles. Ce n'est que dans les années 1880 que se fait à nouveau jour un intérêt renouvelé pour le yō-ga, au retour de plusieurs artistes qui ont étudié et appris en Europe et désirent incorporer leur expérience dans l'art japonais. Les premiers paysages d'Asai Chū apparaissent vers 1888, dont le tableau  « Les sillons du printemps » (1888), à présent au musée national de Tokyo. Il compte en 1889 parmi les fondateurs du Meiji Bijutsukai (« Société d'art Meiji »), association d'artistes qui devient plus tard le Taiheiyō Gakai (« société pacifique pour la peinture ») et constitue la première organisation d'artistes au Japon influencée par l'art occidental. En 1893, le peintre Kuroda Seiki revient de Paris d'où il apporte les premières informations relatives à l'impressionnisme et à la peinture en plein air. Devant cette nouveauté, les peintres de yō-ga se répartissent en un camp conservateur et un camp progressiste. En 1898, Asai Chū est appelé au Tōkyō Bijutsu Gakkō, l'actuelle Université des arts de Tokyo, où enseigne également Kuroda Seikie. À ce poste, Asai est le représentant du camp conservateur au sein du yō-ga, bien que l'influence impressionniste se fasse sentir dans quelques-unes de ses peintures.

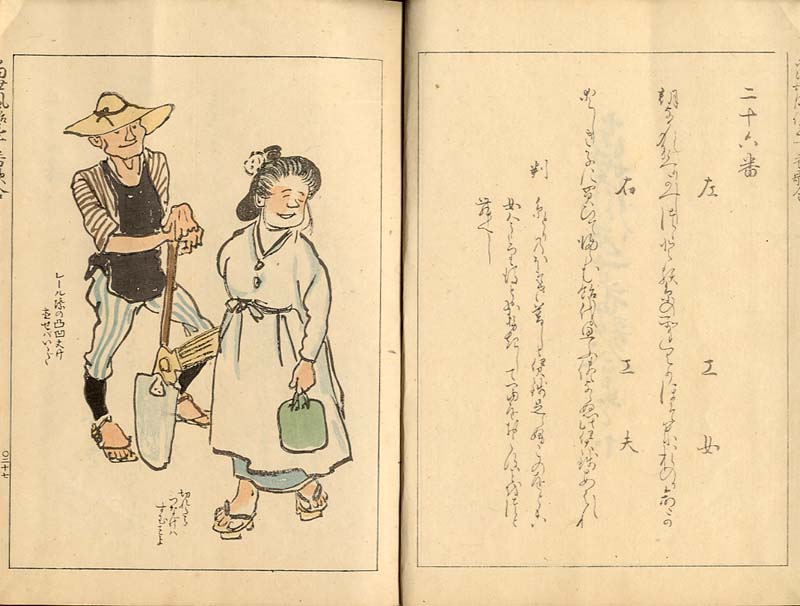
Page du livre Cinquante vues des mœurs occidentales, 1907

En 1899, Asai Chū reçoit une bourse du Mombushō, le ministère japonais de l'éducation, pour étudier la peinture en France. Il voyage en Europe de 1900 à 1902 et fait la navette entre Paris et Grez-sur-Loing qu'il représente dans sa toile « Printemps à Grez-sur-Loing » (1901), conservée au musée national de Tokyo. Il voyage également en Italie, en Allemagne et en Angleterre et retourne enfin au Japon où il occupe un poste d'enseignant au Kyōtō Kōtō Kōgei Gakkō nouvellement fondé (l'actuelle université des arts et techniques de Kyoto). Il y devient le premier professeur officiel de yō-ga dans la ville culturellement très conservatrice de Kyoto, à partir de laquelle cependant le style yō-ga se répand dans l'ouest du Japon. En 1903, Asai fonde à Kyoto sa propre école privée  qu'il appelle Shōgoin Yōga Kenkyūjo (« Institut Shōgo d'art occidental ») et dont est issu en 1905 le Kansai Bijutsu-in (« Institut Kansai d'art »).
Parmi ses élèves les plus connus se trouvent Ishii Hakutei (de), Sōtarō Yasui et Ryūzaburō Umehara. En plus de sa peinture, il est aussi illustrateur de livres de gravures sur bois, en particulier le Tōsei fūzohu gojūban uta awase  当世風俗五十番歌合 下 ( Recueil de poèmes de « Cinquante vues des mœurs occidentales ») paru en 1907, l'année de sa mort et très connu au Japon.
Il initie également le célèbre poète Masaoka Shiki aux techniques de l'art occidental et sert de modèle pour un personnage du roman Sanshirō de Natsume Sōseki.
Un certain nombre de tableaux d'Asai sont désignés biens culturels importants du Japon par l'agence des affaires culturelles japonaise. Entre autres :
- Spring Ridge (春畝, Shunbo?), 1903, musée national de Tokyo, Bien culturel important
- Moisson (収穫, Shukaku?), 1904, université des arts de Tokyo, Bien culturel important

## Galerie d'image

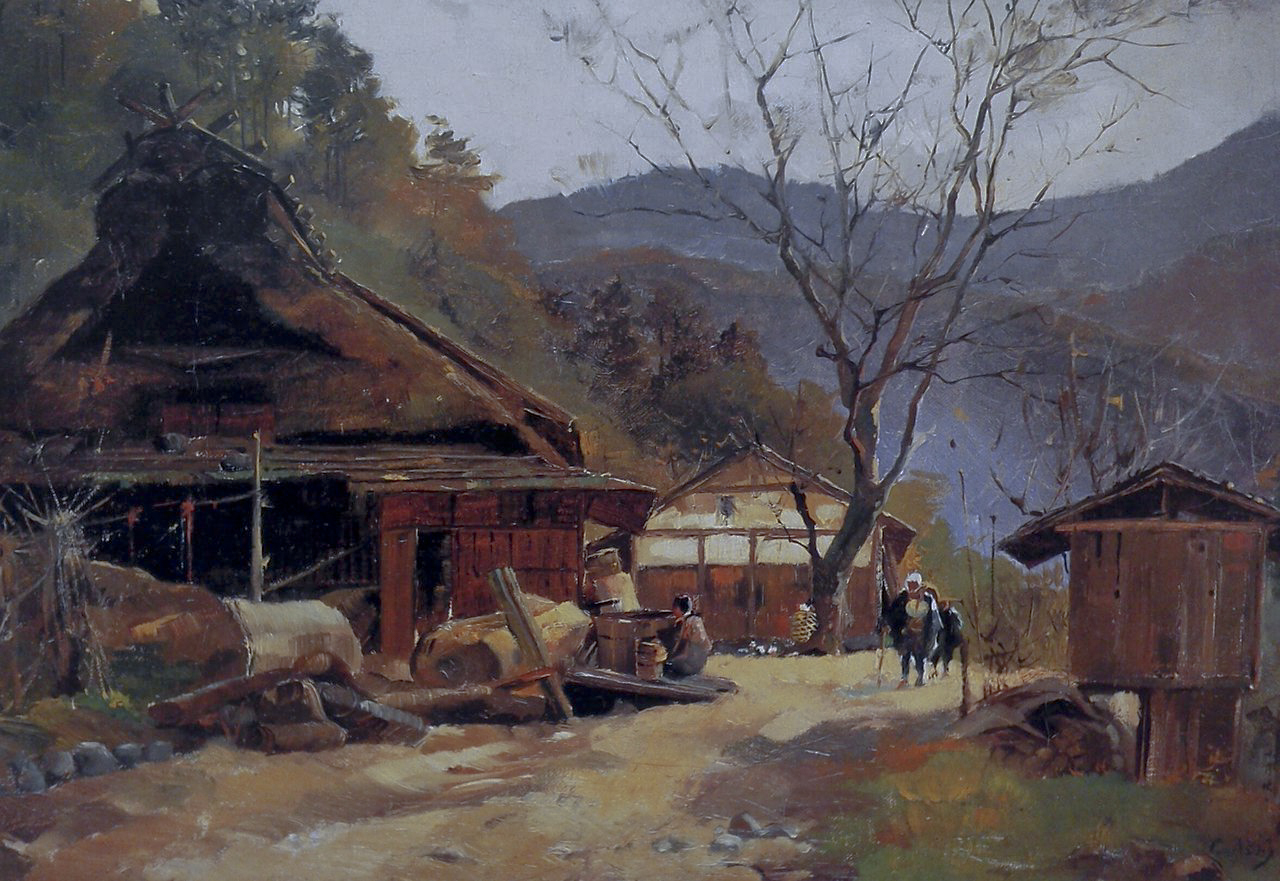
Le village de Kotaba, 1893, huile
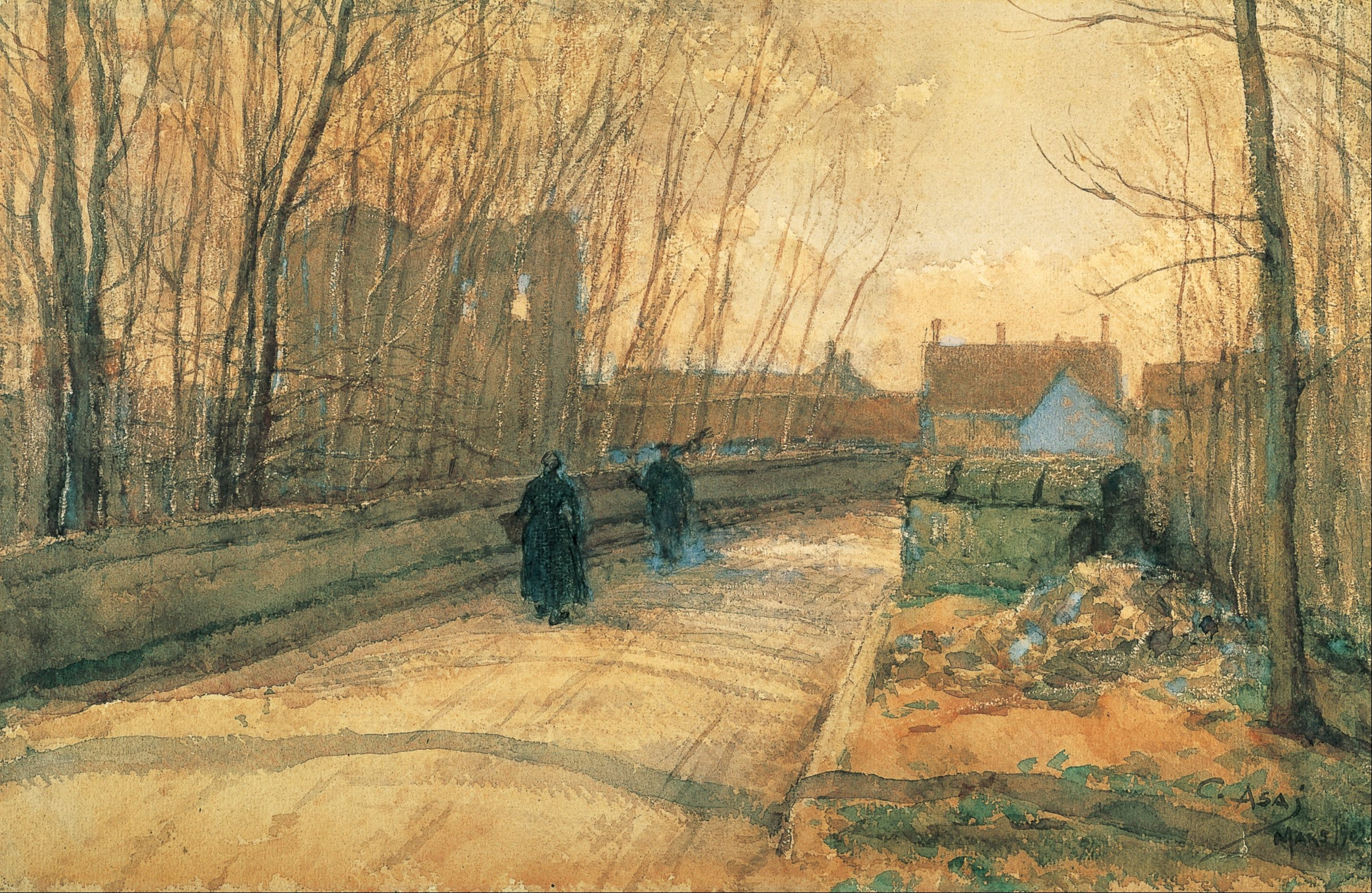
Le pont de Grez-sur-Loing, 1902, aquarelle, 27x43
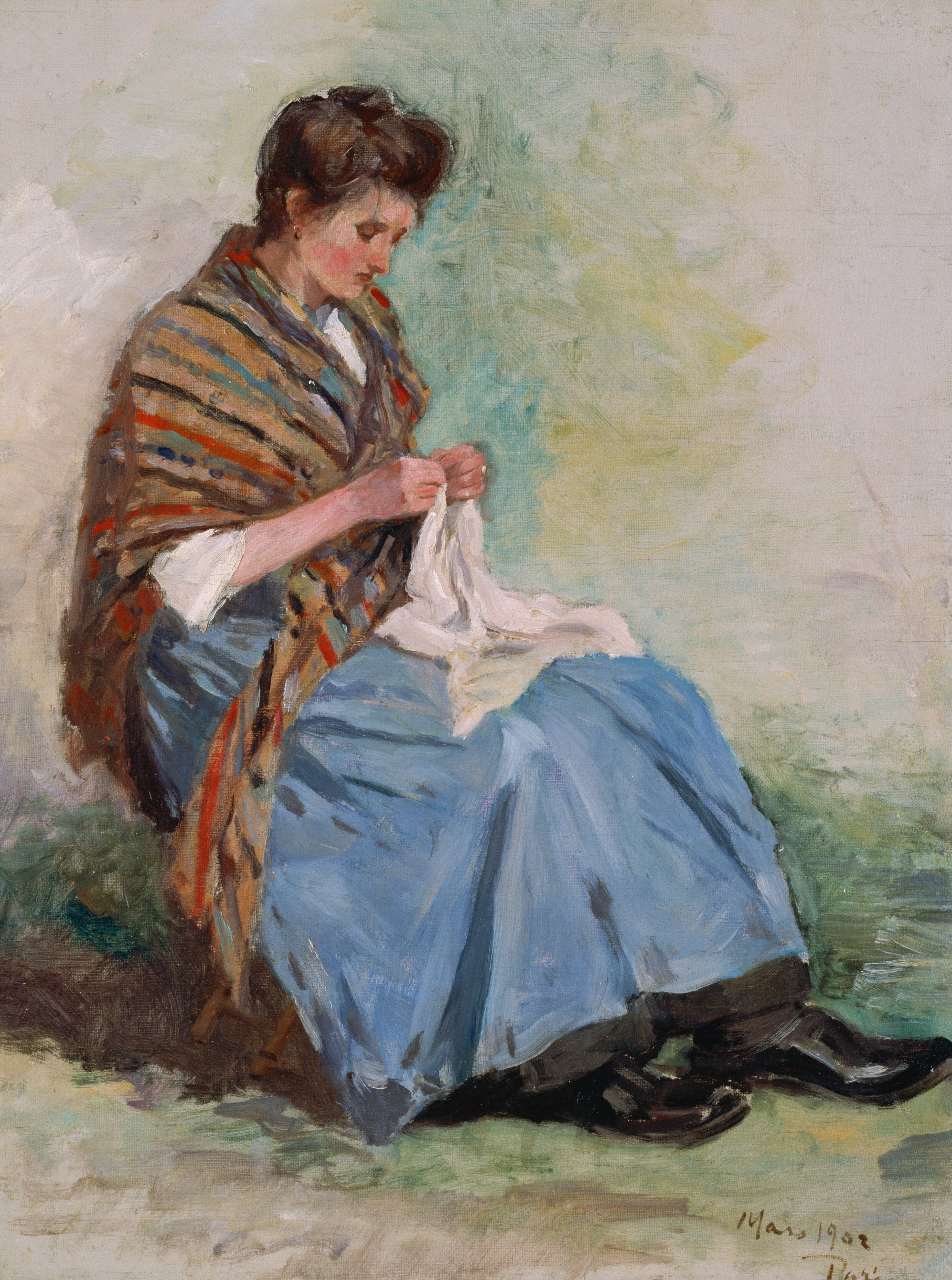
Femme qui coud, 1902, huile, 62x45
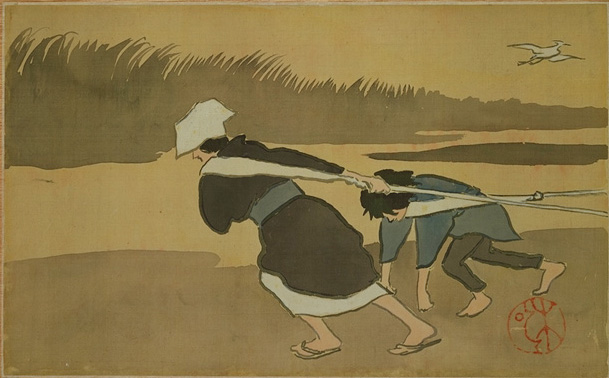
Halage, 1902/1907, huile, 26x42
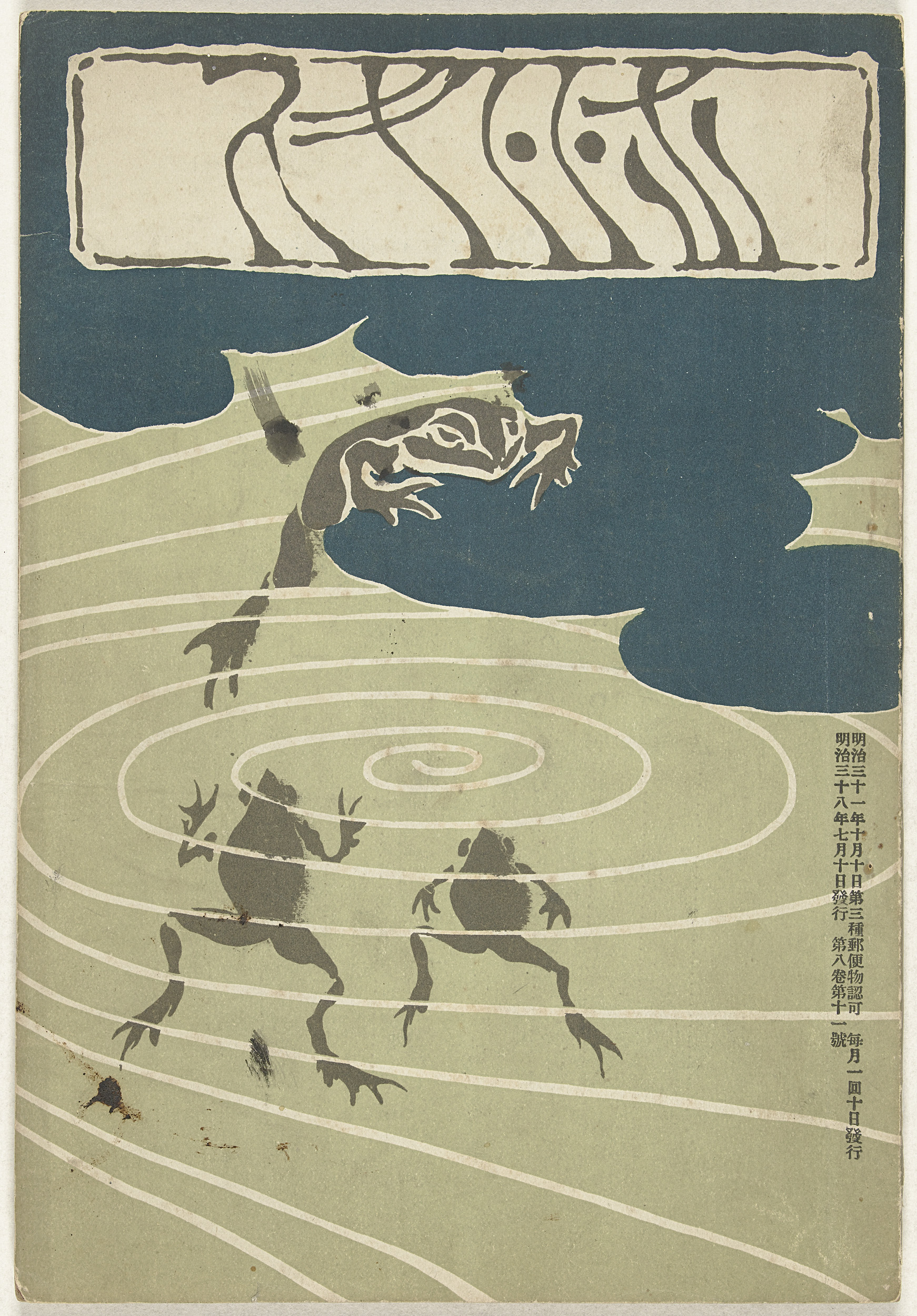
Couverture du mensuel littéraire Hototogisu, 1905, gravure sur bois, 22x15
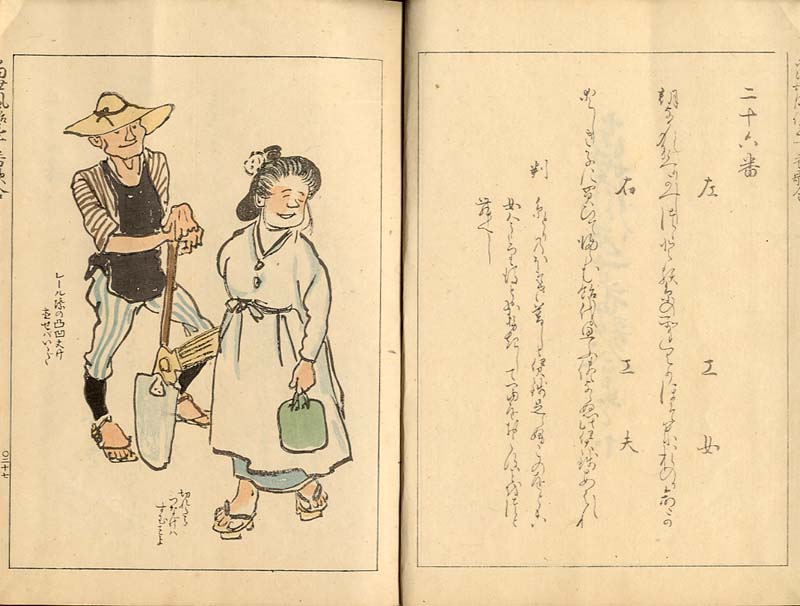
1907, gravure sur bois, 18x25
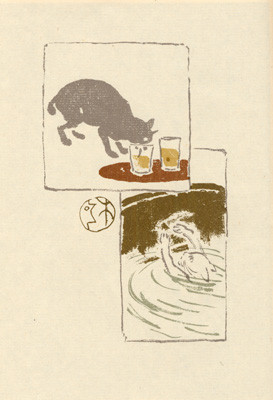
Illustration pour Je suis un chat de Natsume Sōseki, 1907, gravure sur bois